# Strada statale 135 della Dalmazia
La ex strada statale 135 della Dalmazia (SS 135), ora riclassificata in diverse strade croate, era una strada statale italiana che si snodava nella provincia di Zara e nella provincia di Spalato, all'epoca facenti parte del Regno d'Italia.

## Percorso

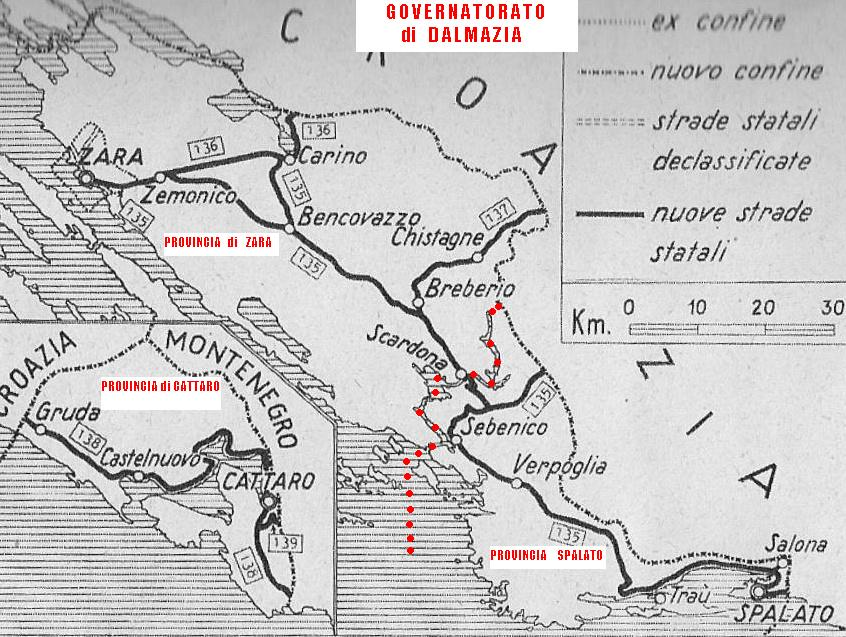
Rete stradale statale nel Governatorato della Dalmazia.

La strada aveva origine dal porto di Zara e usciva dalla città in direzione est raggiungendo Santa Maria della Rovere (Babindub) e Zemonico Inferiore (Zemunik Donji), seguendo fedelmente il percorso precedentemente classificato come strada statale 137 Orientale Zaratina.
Nei pressi di questa località si presentava il bivio con la strada statale 136 del Mare di Karin che proseguiva in direzione est, mentre l'itinerario della strada proseguiva in direzione sud-est alla volta di Bencovazzo da dove si dipartiva una prima diramazione verso nord che la collegava nuovamente alla SS 136 nei pressi di Carino Inferiore (Donji Karin).
L'itinerario proseguiva sempre verso sud-est giungendo nei pressi di Breberio (Bribir) da dove si distaccava la strada statale 137 della Val Kerca. Nel suo percorso la strada raggiungeva quindi la città di Scardona nei pressi della quale superava il fiume Cherca ed entrava nella provincia di Spalato.
Dopo pochi chilometri arrivava al bivio Gulin dal quale era possibile con una diramazione raggiungere un punto di confine con lo stato indipendente di Croazia nei pressi di Dernis (Drniš), mentre la strada ripiegava in direzione sud-ovest per raggiungere Sebenico (Šibenik).
Uscita dalla città non seguiva la linea costiera ma proseguiva nell'entroterra, attraversando Verpoglia (Vrpolje) e puntando infine verso la costa per raggiungere Seghetto (Seget).
La strada da qui proseguiva seguendo la costa ed attraversando tutte le località che vi insistevano, ovvero Traù (Trogir) e i sette castelli facenti parte del territorio di Castelli (Kaštela).
Il percorso proseguiva quindi in direzione di Salona (Solin), dalla quale partiva un'ulteriore diramazione che conduceva al confine presso Clissa (Klis).
Seguendo la linea costiera, la strada entrava in Spalato da nord e ne usciva in direzione est, terminando a Stobrezio (Stobreč), nei pressi del confine con lo stato indipendente di Croazia.

## Storia
A seguito dell'occupazione italiana di territori jugoslavi a partire dal 1941, la Provincia di Zara mutò nettamente le proprie dimensioni e venne istituita la Provincia di Spalato: con l'obiettivo di riorganizzare il sistema stradale nei territori di nuova acquisizione, il regio decreto 392 del 2 marzo 1942 istituì l'arteria stessa con la numerazione fino a quel momento utilizzata per la strada statale 135 Litoranea Zaratina, contestualmente declassificata. La gestione venne affidata all'A.A.S.S..
Con l'armistizio di Cassibile, lo Stato indipendente di Croazia occupò i territori dalmati, ma la zona attorno Zara dove la strada sviluppava la sua parte iniziale fino a Zemonico Inferiore rimase sotto la sovranità dell'Italia fino all'invasione del novembre 1944 da parte delle truppe jugoslave.
Formalmente solo a seguito del Trattato di Parigi nel 1947 l'intera area di Zara è passata sotto giurisdizione jugoslava e dal 1992 appartiene alla Croazia.
Attualmente la strada (o perlomeno ciò che rimane del tracciato originale) è stata riclassificata negli itinerari di diverse strade croate secondo quanto segue:
Percorso principale:
- Ž6262 tra Zara e Santa Maria della Rovere (Babindub);
- D422 tra Santa Maria della Rovere (Babindub) e l'Aeroporto di Zara;
- Ž6040 tra l'Aeroporto di Zara e Zemonico Inferiore (Zemunik Donji);
- D56 tra Zemonico Inferiore (Zemunik Donji) e il bivio Gulin;
- D33 tra il bivio Gulin e Sebenico (Šibenik);
- D58 tra Sebenico (Šibenik) e Seghetto Inferiore (Seget Donji);
- Ž6133 tra Seghetto Inferiore (Seget Donji) e Traù (Trogir);
- D315 tra Traù (Trogir) e l'Aeroporto di Spalato;
- Ž6137 tra l'Aeroporto di Spalato e Salona (Solin);
- viabilità urbana di Spalato;
- D8 tra Spalato e Strobezio (Stobreč);

Diramazione Bencovazzo-bivio Karin:
- D27 tra Bencovazzo e il bivio Karin;

Diramazione bivio Gulin-confine croato:
- D33-D56 (tratto in comune) tra bivio Gulin e l'ex confine croato presso Dernis (Drniš);

Diramazione Salona-confine croato:
- Ž6253 tra Salona (Solin) e l'ex confine croato presso Clissa (Klis);